# Al-Madina SC (Tripoli)
Al-Madina Sports Cultural & Social Club ( árabe : النادي المدينة الرياضي الثقافي الاجتماعي ), conhecido como Al-Madina clube ou simplesmente Al-Madina é um clube líbio de futebol e basquete com sede em Tripoli , Líbia .

## História
O clube foi fundado em 1953. Também é famoso por ser o único da Líbia a nunca ter sido rebaixada da primeira divisão.

## Títulos
| NACIONAIS | NACIONAIS                   | NACIONAIS | NACIONAIS         |
|           | Competição                  | Títulos   | Temporadas        |
| --------- | --------------------------- | --------- | ----------------- |
| Líbia     | Campeonato Líbio de Futebol | 3         | 1976, 1983, 2001. |
| Líbia     | Taça da Líbia               | 1         | 1977.             |
| Líbia     | Supertaça da Líbia          | 1         | 2001.             |

## Desempenho em competições da CAF
Liga dos Campeões da CAF
- 1977 : Segunda Rodada
- 1984 : Primeira rodada
- 2002 : Segunda Rodada

Recopa Africana
- 1978 : Primeira Rodada
- 1988 : desistiu na primeira Rodada
- 1991 : Segunda Rodada